# Wólka Zdziwójska
Wólka Zdziwójska (prononciation : [ˈvulka zd͡ʑiˈvui̯ska]) est un village polonais de la gmina de Chorzele dans le powiat de Przasnysz de la voïvodie de Mazovie dans le centre-est de la Pologne.
Il se situe à environ 12 kilomètres au nord-ouest de Chorzele (siège de la gmina), 35 kilomètres au nord de Przasnysz (siège du powiat) et à 124 kilomètres au nord de Varsovie (capitale de la Pologne).

## Histoire
De 1975 à 1998, le village appartenait administrativement à la voïvodie d'Ostrołęka.